# 又見一簾幽夢
《又見一簾幽夢》，是根據台灣作家瓊瑤的小說《一簾幽夢》改編的電視連續劇，剧情围绕汪家两姐妹汪绿萍和汪紫菱展开，二人同时爱上了楚家长子楚濂，此时费云帆又闖進了三角關係。
曾有 1975 年電影版 ( 甄珍、謝賢、汪萍、秦祥林主演 ) ，和 1996 年電視劇版 ( 劉德凱、陳德容、林瑞陽、蕭薔主演 )。

## 創作經歷
湖南衛視爲了這部劇，曾舉辦了《尋找紫菱》選秀節目來選出劇中女主角“紫菱”的扮演者張嘉倪。
《又見一簾幽夢》於 2007 年 6 月 30 日在湖南衛視首播，成為第一部在中國首映的瓊瑤劇 ( 台灣於同年 7 月 11 日在中華電視公司上映 )，共46集。
刪除96年版追加但被罵翻的《浪花》故事設定，將秦雨秋改名為沈隨心，職業設定從畫家變成陶藝家，而戴曉研改名為劉雨珊。沈隨心是汪展鵬在結婚前就已結識的紅顏知己，之後再續前緣，後來發現劉雨珊其實是展鵬和隨心的親生女兒。楚家在小說中原設為楚濂和楚漪兄妹，07版沿用96年版將妹妹楚漪改為弟弟楚沛，並加重了戲份與劉雨珊談戀愛。
劇組遠赴法國巴黎和素有花都美譽的普羅旺斯取景，萬紫千紅的花海，以及凱旋門、艾菲爾鐵塔、羅浮宮、聖母院、塞納河等名勝盡收眼底。
96年版的設定一開始楚濂與綠萍先相愛，而後愛上紫菱，導致紫菱完全成為介入兩人的第三者，與原作有所出入。07年版還原原作的設定，一直是綠萍單方面的暗戀楚濂，她也以為楚濂愛的是她，但楚濂愛的始終是紫菱。
本劇故事主要背景由台灣台北市轉移中國上海市，並配合時代大量加入了使用手機、MSN、視訊聊天、視訊會議等植入式廣告情節；故事雖然和原著小說相差甚大，情節更加緊湊而浩大，相較於75年電影版和96年電視劇版，實有不同之感。

## 演員表

### 主要演員
| 演員   | 角色                                                     | 《一帘幽梦》对应角色                                     | 《一帘幽梦》演员 |
| 方中信 | 费云帆 ( 第一男主角，40 歲，以年紀而言為紫菱他們的長輩 ) | 费云帆 ( 第一男主角，40 歲，以年紀而言為紫菱他們的長輩 ) | 刘德凯           |
| 張嘉倪 | 汪紫菱 ( 女主角，19 歲 )                                 | 汪紫菱 ( 女主角，19 歲 )                                 | 陳德容           |
| 保劍鋒 | 楚濂 ( 男配角，25 歲 )                                   | 楚濂 ( 男配角，25 歲 )                                   | 林瑞陽           |
| 秦岚   | 汪绿萍 ( 第一女配角，23 歲 )                             | 汪绿萍 ( 第一女配角，23 歲 )                             | 萧蔷             |

### 其他演員
| 演員   | 角色   | 《一帘幽梦》对应角色 | 《一帘幽梦》演员 |
| 曾之喬 | 劉雨珊 | 戴晓妍               | 陈仙梅           |
| 孫佺   | 楚沛   | 楚沛                 | 钟本伟           |
| 黃勐   | 陶劍波 | 陶劍波               | 陳威安           |
| 吳冕   | 舜絹   | 舜絹                 | 李麗鳳           |
| 曹穎   | 蓉兒   | 蓉兒                 | 王秀峰           |
| 安翅   | 費雲舟 | 費雲舟               | 康殿宏           |
| 博弘   | 雅芙   | 雅芙                 | 安慧敏           |
| 張晨光 | 汪展鵬 | 汪展鵬               | 勾峰             |
| 劉威葳 | 沈隨心 | 秦雨秋               | 劉玉婷           |
| 劉忠虎 | 楚尚德 | 楚尚德               | 寇恒禄           |
| 鄭衛莉 | 心怡   | 心怡                 | 江霞             |
| 廖景萱 | 小錦   | 小錦                 |                  |
| 呂紅旭 | 阿秀   | 阿秀                 |                  |
| 朱曉雪 | 小雪   | 小雪                 |                  |
| 陳思璇 | 思璇   | 思璇                 |                  |
| 傅詩芮 | 方小姐 | 方小姐               |                  |

## 主題曲
註明：以台灣版的為主
| 曲別   | 歌名                                       | 作詞   | 作曲         | 編曲     | 演唱     |
| 片頭曲 | 《一簾幽夢》                               | 瓊瑤   | 劉家昌       |          | 同恩     |
| 片尾曲 | 《一簾幽夢 之 這種感覺就是愛》(前期)       | 瓊瑤   | 陳志遠       | 陳志遠   | 曾之喬   |
| 片尾曲 | 《一簾幽夢 之 相遇的魔咒（浪漫版）》(後期) | 瓊瑤   | 陳志遠       | 陳志遠   | 張嘉倪   |
| 插曲   | 《E貓兒》                                  | 沈芷凝 | 磐子、Brandy |          | 曾之喬   |
| 插曲   | 《錯》                                     | 瓊瑤   | 李榮浩       | 王繼康   | 范逸臣   |
| 插曲   | 《Every breath you take》                  | Sting  | Sting        |          | 藤田惠美 |
| 插曲   | 《愛情來了》                               | 彭靖惠 | 彭靖惠       |          | 彭靖惠   |
| 插曲   | 《一簾幽夢 之 相遇的魔咒（奔放版）》       | 瓊瑤   | 陳志遠       | 黃忠岳   | 范逸臣   |
| 插曲   | 《夢女孩》                                 | 瓊瑤   | 曹俊鴻       |          | 馬毓芬   |
| 插曲   | 《錯錯錯》                                 | 瓊瑤   | 曹俊鴻       |          | 馬毓芬   |
| 插曲   | 《崩潰》（配樂曲）                         |        | 陳志遠       | 陳志遠   |          |
| 插曲   | 《火鳥》（配樂曲）                         |        | Ricky Ho     | Ricky Ho |          |

註：本劇所有歌曲，收錄於《又見一簾幽夢》電視原聲帶（2007年7月13日發行）。

## 上海屏播事件
2007年7月27日中國湖南衛視播出《又見一簾幽夢》大結局。中國上海地區出現電視信號中斷。使得上海的電視觀眾無法在第一時間收看到大結局。此事，是繼湖南衛視「超級女聲」之後，第二次發生上海地區湖南衛視信號卡斷遭屏弊的事件。

## 收視率

### 重播收視率
| 播映日期                 | 週數     | 平均收視率 | 排名 | 集數  | 備註                                                                           |
| ------------------------ | -------- | ---------- | ---- | ----- | ------------------------------------------------------------------------------ |
| 2011年9月26日－09月30日  | 1        | 0.44       | -    | 01-05 | 9月26、27日播出時間為21：30-22：00 9月28日-9月30日播出時間為21：00-22：00      |
| 2011年10月3日－10月7日   | 2        | 0.30       | 5    | 06-10 | 10月3日播出時間為21:00-22:00 10月4日播出時間為21:20-22:00 10月5日起播出120分鐘 |
| 2011年10月10日－10月14日 | 3        | 0.42       | 5    | 11-15 |                                                                                |
| 2011年10月17日－10月21日 | 4        | 0.39       | 6    | 16-20 |                                                                                |
| 2011年10月24日－10月28日 | 5        | 0.53       | 6    | 21-25 |                                                                                |
| 平均收視                 | 平均收視 | 0.42       | -    | -     | -                                                                              |

- 同時段節目：
  - 三立台灣台《家和萬事興》
  - 民視《父與子》
  - 台視：
    - 週一～四《田英雄》
    - 週五《百萬小學堂》

  - 中視《巾幗梟雄／巾幗梟雄之義海豪情》
  - 大愛《愛的界線／畫人生》
- 由AGB尼爾森調查，調查範圍是四歲以上收看電視之觀眾。
- 資料來源：中時娛樂

## 外部連結
- 《又見一簾幽夢》華視专题（页面存档备份，存于）
- 《又見一簾幽夢》新浪微博（页面存档备份，存于）
- 《又見一簾幽夢》湖南衛視专题（页面存档备份，存于）

| 臺灣 華視 八點劇場 星期一~五20:00 - 22:00 | 臺灣 華視 八點劇場 星期一~五20:00 - 22:00 | 臺灣 華視 八點劇場 星期一~五20:00 - 22:00 |
| ----------------------------------------- | ----------------------------------------- | ----------------------------------------- |
|                                           | 又見一簾幽夢 （2007.07.11 - 2007.08.10）  |                                           |
| 麻雀愛上鳳凰 （2007.06.25 - 2007.07.10）  | 魔劍生死棋 （2007.08.13 - 2007.09.11）    |                                           |

| 中国 湖南衛視 每天21:00 | 中国 湖南衛視 每天21:00                  | 中国 湖南衛視 每天21:00 |
| ----------------------- | ---------------------------------------- | ----------------------- |
|                         | 又見一簾幽夢 （2007.06.30 - 2007.07.27） |                         |
| -                       | -                                        |                         |